# НТБ «Рух»
Навчально-тренувальна база «Рух» — комплекс спортивних споруд у Винниках на межі зі Львовом, який використовують команди та академія ФК «Рух».
Споруджується з 2018 року на місці Винниківського озера. Приймав матчі другої ліги чемпіонату України з футболу серед чоловіків (господарі «Рух-2» й хмельницьке «Поділля») та першої ліги чемпіонату України серед жінок (господар «Рух»).
Адреса — м. Винники, вул. Богдана Хмельницького, 9.

## Історія

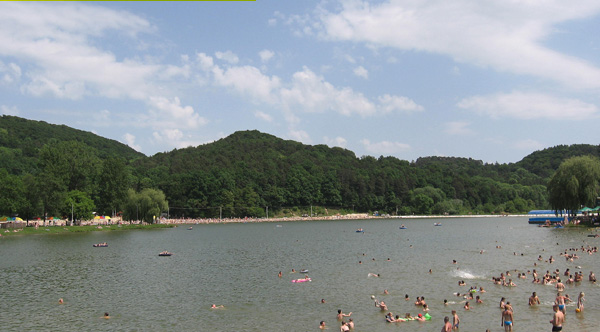
Винниківське озеро, осушене для будівництва НТБ «Рух»

У листопаді 2017 року Винниківська міська рада виділила в суборенду ділянку навколо Винниківського озера площею в 17,32 га новоствореній компанії президента ФК «Рух» Григорія Козловського ТОВ «Академія футболу». Міський голова Володимир Квурт мотивував це рішення тим, що попередній орендатор не мав змоги інвестувати в оновлення рекреаційної зони, у той час як Козловський був готовий вкласти 20 мільйонів доларів. У лютому 2018 стало зрозуміло, що з урахуванням інших ділянок загальна площа комплексу складе 77 га.
Напередодні будівництва було реконструйовано дорогу до тренувальної бази та збудовано нову пожежну частину у Винниках. У квітні 2018 повністю спустили Винниківське озеро, після чого розпочалася вирубка дерев навколо осушеної водойми. Саме ж озеро було залито бетоном, який передбачалося перетворити на басейн і наповнити водою вже після здачі комплексу в експлуатацію. Роботи зі спорудження навчально-трнеувальної бази розпочалися в жовтні 2018 року. Поряд зі спортивним комплексом та футбольною академією почалося також будівництво комерційно-відпочинкової частини задля самоокупності проєкту.
Головний архітектор комплексу — Андрій Ігнатюк. Роботи зі спорудження об'єкту тривали цілодобово, у пікові періоди працювали від 500 до 1000 людей. Першим пріоритетом Козловський визначив будівництво футбольних полів, і вже восени 2019 було готове перше з них.
Протягом 2018—2020 років земля під базою неодноразово змінювала структуру власності, залишаючись в розпорядженні самого Григорія Козловського, його родини й пов'язаних з ним організацій. Найбільше розширення відбулося в травні 2019: ТОВ «Академія футболу» отримала в тимчасове користування 19,64 га Львівського лісгоспу. Частина цих транзакцій відбулася за низькою ціною: у квітні 2018 року Господарський суд Львівської області ухвалив рішення на користь Винниківської міської ради, підвищивши оренду за ділянку під Винниківським озером з 48,5 до 454,1 тисяч гривень на рік; а в 2020 цю ж ділянку ТОВ «Академія футболу» придбала в міста за ціною 11 тисяч гривень за сотку (400 доларів США за тодішнім курсом) при ринковій вартості на той час близько 1500 доларів за сотку.
Станом на лютий 2021 року було завершено 60—70 % комплексу, і на базу вже заселилися гравці «Руху». Восени 2021 відкрилася клубна академія.

## Інфраструктура

### Збудовано
Станом на лютий 2021 комплекс має чотири футбольні поля: два зі штучним та два з гібридним покриттям. Під час проведення матчів навколо поля здатні розміститися 250 глядачів.
Житловий фонд включає два хостели: один на 160 місць, другий — на 140, призначені, зокрема, для прийому учасників фіналів ДЮФЛ.
Паркінг комплексу обладнаний сонячними панелями для автономного генерування електроенергії.

### Проєкт
Згідно з проєктом, до складу комплексу навчально-тренувальної бази входитимуть:
- 8 стандартних футбольних полів (5 гібридних і 3 штучних) з освітленням та автоматичним планом;
- критий манеж на понад 5 тисяч місць;
- спортивна зала для ігрових видів спорту на понад 2,5 тисячі місць;
- медичний і реабілітаційний центри;
- спальний корпус для гравців і академії «Руху» на 400 місць та готель для гостей на 300 місць;
- хостел для тренувальних зборів і турнірів на 200 місць;
- сонячна електростанція потужністю 2 МВт.

Паралельно зі спортивним комплексом споруджується також розважальна інфраструктура курорту «Емілі Резорт».

## Матчі

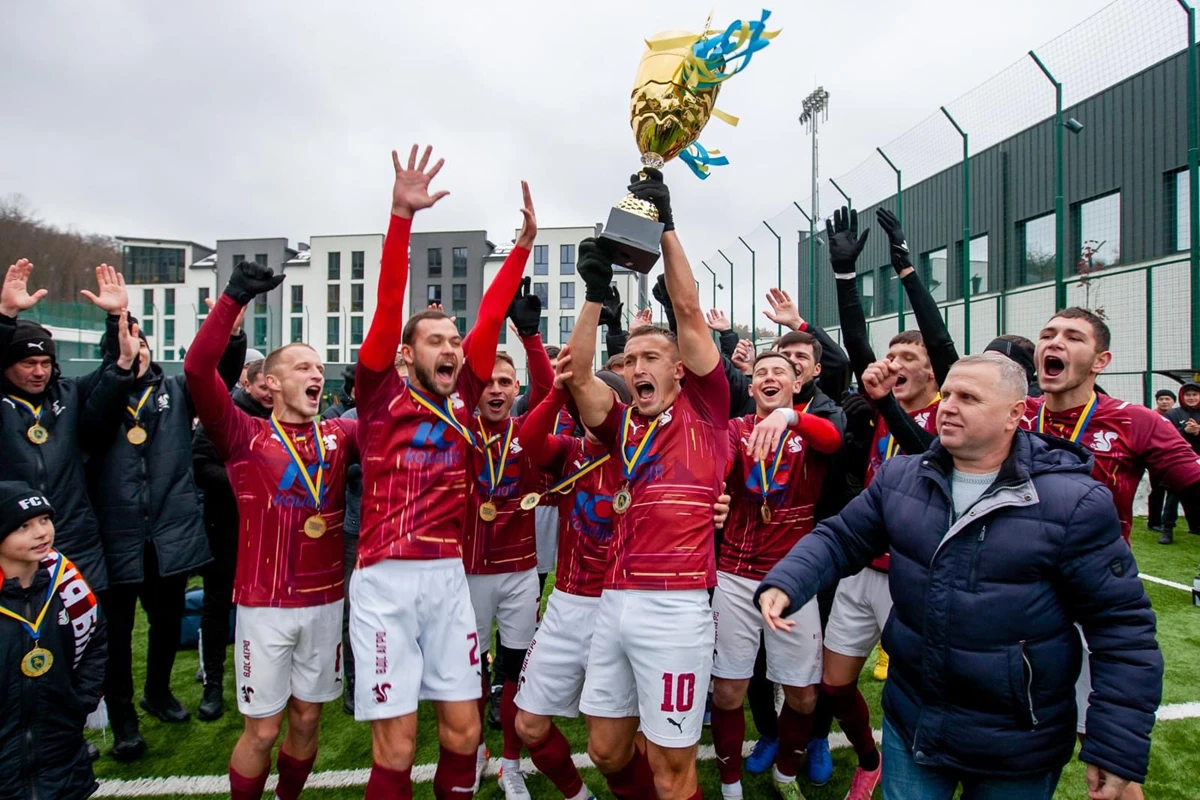
«Юність» святкує перемогу в фіналі кубка Львівської області 2022

На клубній базі проводить усі домашні матчі першої ліги чемпіонату України жіноча команда «Руху». Для юнацького складу «Руху» та другої команди «Рух-2» стадіон імені Богдана Маркевича є основним, а НТБ «Рух» — запасним.
Перший офіційний матч на НТБ «Рух» відбувся 13 лютого 2021 року: у молодіжній першості України «Рух» U-21 переміг «Ворсклу» U-21 з рахунком 3:1. Перша гра в дорослому футболі відбувся 24 березня 2021: керівництво хмельницького «Поділля» вирішило поберегти газон власного стадіону та організувало номінально домашній поєдинок другої ліги проти львівських «Карпат» на базі «Руху» (перемога хмельничан 4:1). «Рух-2» заграв клубну базу в другій лізі матчем проти ФК «Тростянець» 23 березня 2024 (0:0). НТБ «Рух» також приймала формально домашні матчі команд U-19 рівненського «Вереса», СК «Дніпро-1», луганської «Зорі» та донецького «Шахтаря».
27 листопада 2022 стадіон навчально-тренувальної бази «Руху» прийняв фінал кубка Львівської області 2022, в якому «Юність» Верхня/Нижня Білка перемогла «Темп» Відники/Зубра з рахунком 3:1. На цьому матчі був встановлений рекорд відвідуваності стадіону — 300 глядачів.
У червні 2024 на НТБ «Рух» відбулися матчі фіналу Дитячо-юнацької футбольної ліги.

## Оцінки
Будівництво НТБ «Рух» призвело до протестів місцевих мешканців: передусім їх непокоїла вирубка дерев навколо Винниківського озера та приватизація доступу до водойми. Противники проєкту передали на громадських слуханнях низку зауважень міській владі: порушення прибережно-захисної смуги, шкода автомобільній дорозі Львів — Винники, відсутність чітко визначених меж комплексу. Хоча забудовники й обіцяли безкоштовно пускати до озера винниківчан при пред'явленні місцевої реєстрації, активісти вважають це незаконним обмеженням доступу громадян України до водойм. Народна депутатка України Наталія Піпа (до округу якої відноситься тренувальна база) закидала Григорієві Козловському порушення обіцянки не вирубувати дерева навколо озера, хоча той і сплатив компенсацію за це.
Після цієї критики Ігор Циганик, який товаришує з Григорієм Козловським, запустив агресивну піар-кампанію тренувальної бази «Руху», у якій взяли участь відомі українські та світові діячі футболу, зокрема, Олександр Алієв, Євген Селезньов, Марчелло Ліппі та Луїс Феліпе Сколарі. Акція викликала неоднозначну реакцію в суспільстві, а сам президент «Руху» заявив, що жодного разу не платив за відео.
Інфраструктуру бази «Руху» позитивно оцінила низка українських тренерів і спортивних функціонерів, зокрема, генеральний директор донецького «Шахтаря» Сергій Палкін та президент Української асоціації футболу Андрій Павелко: останній назвав НТБ «Рух» чи не найкращою академією, яку він бачив у світі, та захотів привезти туди національну збірну України.
Львівська обласна прокуратура у 2020 році проводила розслідування щодо законності передачі землі навколо озера, підозрюючи самовільне захоплення території. Аналогічну вимогу мали активісти Громадської організації «Нон-Стоп», які в судовому порядку вимагали внести до Єдиного реєстру досудових розслідувань відомості про кримінальне правопорушення — самовільне зайняття Григорієм Козловським земельних ділянок та захоплення земель водного фонду в особливо великих розмірах і безгосподарське використання земель. Утім, 3 січня 2025 Личаківський районний суд відмовив у задоволенні цієї скарги активістів.
Національне антикорупційне бюро України розслідує кримінальну справу щодо законності продажу ділянки Винниківського озера в 2020 році: за версією слідства, керівництво міської ради протиправно продало її компанії Козловського за заниженою ціною. Розгляд справи дійшов до Вищого антикорупційного суду України, а слідство було арештувало майно нині покійного міського голови Винників Володимира Квурта.